# Sarisophora
Sarisophora is een geslacht van vlinders van de familie Lecithoceridae.

## Soorten
- S. agorastis Meyrick, 1931
- S. brachymita (Turner, 1919)
- S. cyclonitis (Meyrick, 1904)
- S. chlaenota Meyrick, 1904
- S. dispila (Turner, 1919)
- S. leptoglypta Meyrick, 1904
- S. leucoscia Turner, 1919
- S. lygrophthalma Meyrick, 1934
- S. nyctiphylax Turner, 1919
- S. praecentrix Meyrick, 1931
- S. ptochomorpha Meyrick, 1923
- S. pycnospila Turner, 1919
- S. serena Gozmany, 1978
- S. simulatrix Gozmany, 1978
- S. tamiodes Meyrick, 1910
- S. tenella Turner, 1919
- S. terrena Turner, 1919